# Жукув (Пшисуський повіт)
Жукув (пол. Żuków) — село в Польщі, у гміні Венява Пшисуського повіту Мазовецького воєводства.
Населення — 285 осіб (2011).
У 1975-1998 роках село належало до Радомського воєводства.

## Демографія
Демографічна структура станом на 31 березня 2011 року:
|          | Загалом | Допрацездатний вік | Працездатний вік | Постпрацездатний вік |
| -------- | ------- | ------------------ | ---------------- | -------------------- |
| Чоловіки | 158     | 41                 | 98               | 19                   |
| Жінки    | 127     | 14                 | 67               | 46                   |
| Разом    | 285     | 55                 | 165              | 65                   |